# Sachin INA
Sachin INA là một thị xã và là một khu vực công nghiệp quy hoạch (industrial notified area) của quận Surat thuộc bang Gujarat, Ấn Độ.

## Nhân khẩu
Theo điều tra dân số năm 2001 của Ấn Độ, Sachin INA có dân số 3293 người. Phái nam chiếm 86% tổng số dân và phái nữ chiếm 14%. Sachin INA có tỷ lệ 79% biết đọc biết viết, cao hơn tỷ lệ trung bình toàn quốc là 59,5%: tỷ lệ cho phái nam là 84%, và tỷ lệ cho phái nữ là 45%. Tại Sachin INA, 6% dân số nhỏ hơn 6 tuổi.